# Adzva
Adzva (rusky Адзьва) je řeka v Komijské republice a v Něneckém autonomním okruhu Archangelské oblasti na severovýchodě evropské části Ruska. Je dlouhá 334 km. Plocha povodí měří 10 600 km².

## Průběh toku
Protéká Bolšezemelskou tundrou podél hřebenu Černyšjova. Na dolním toku se dolina rozšiřuje a stává se bažinatou. Ústí zprava do Usy (povodí Pečory).

## Vodní režim
Zdrojem vody jsou převážně sněhové srážky, které na jaře způsobují bouřlivý vzestup hladiny řeky, zatímco v létě voda prudce opadá a řeka se stává mělkou. Průměrný roční průtok vody činí 110 m³/s. Zamrzá v říjnu až v listopadu a rozmrzá v květnu, zřídka až na začátku června.